# WWE WrestleMania X8
WWE WrestleMania X8 è un videogioco di tipo picchiaduro a tema wrestling uscito nel 2002 su Nintendo GameCube e pubblicato da THQ.
È stato il primo gioco di wrestling su Nintendo GameCube, seguito nel 2003 da WWE WrestleMania XIX.

## Caratteristiche
WrestleMania X8 è dotato di un  sistema di prese: ogni lottatore ha cinque prese frontali, cinque posteriori e altre. 
Una gran parte del gameplay ruota è basato sulle contromosse, da eseguire tramite la corretta pressione di diversi pulsanti. Il gioco offre una vasta gamma di mosse tra quelle usate dai lottatori durante i veri show televisivi, e tutti i wrestler presenti nel gioco hanno la propria mossa finale.

## Sviluppo del gioco
Il gioco fu completato prima dello scontro legale tra la World Wrestling Federation e il World Wildlife Fund, ma fu commercializzato dopo di esso, obbligando THQ a modificare la copertina: in un primo momento si scelse di usare il nome della compagnia per esteso al posto del cosiddetto scratch logo, poi si decise di utilizzare il nuovo logo, privo della F in seguito al cambio di nome in World Wrestling Entertainment. Sebbene la copertina e gli accessori avessero il logo WWE, nel gioco compare ancora il logo WWF; quest'ultimo venne comunque rimosso dagli sviluppatori sugli stage delle modalità Fist SmackDown (includendo anche lo stage Ovaltron) e Raw.
Un'ultima modifica alla copertina vide la figura di Steve Austin sostituita con quella di The Rock, motivata dall'abbandono di Austin della campagna promozionale successiva alla pubblicazione del gioco.

## Modalità di gioco
Il gioco presenta una varietà di tipi di match tra cui: standard, Hardcore match, Tables match, Ladder match, TLC match, Battle Royal, Steel cage match, Hell in a Cell e Iron Man match. Si può anche scegliere il numero dei partecipanti alla partita, tra cui Single match, Tag team match, Handicap match, Triple threat match, Fatal four-way match, Battle Royal e Royal Rumble. Il match Hell in a Cell offre delle prese uniche sulla parete e sul tetto della cella.
Il gioco presenta anche la modalità "Il percorso di un campione", modalità a giocatore singolo in cui il giocatore percorre una carriera con l'obiettivo vincere un titolo. I titoli messi in palio sono: WWF Championship, WWF Intercontinental Championship, WWF European Championship, WWF Light Heavyweight Championship, WWF Hardcore Championship e WWF Tag Team Championship. Ci sono quattro difficoltà in cui giocare tale modalità e ci sono una varietà di contenuti sbloccabili vincendo i titoli con particolari lottatori.
Un'altra modalità di gioco è la modalità "Battaglia per le cinture", in cui un giocatore può sfidare un Wrestler che possiede una cintura, nel tentativo di vincerla. Un giocatore può personalizzare la cintura cambiandone il nome e il colore.

## Personaggi presenti

### Superstar
| - The Rock - Steve Austin - The Undertaker - Triple H - Kurt Angle - Chris Jericho - Kane - Rikishi - Kevin Nash - Scott Hall - Hollywood Hogan - Rob Van Dam - Booker T - Edge - Christian - Jeff Hardy - Matt Hardy - Bubba Ray Dudley | - D-Von Dudley - Test - William Regal - Big Show - Tajiri - Bradshaw - Faarooq - The Hurricane - Scotty 2 Hotty - Albert - Tazz - Lance Storm - Chris Benoit - Rhyno - Raven - Shane McMahon - Vince McMahon - Ric Flair |

### Divas
| - Jacqueline - Trish Stratus - Lita | - Stephanie McMahon - Mighty Molly - Stacy Keibler |

### Stable e tag team
| - nWo - Hardy Boyz e Lita - Dudley Boyz - A.P.A. | - The Hurricane e Mighty Molly - Scotty 2 Hotty e Albert - The Brothers of Destruction |